# Çayırköy, Piraziz
Çayırköy là một xã thuộc huyện Piraziz, tỉnh Giresun, Thổ Nhĩ Kỳ. Dân số thời điểm năm 2011 là 299 người.